# Rajd Australii 1990
Rajd Australii 1990 (3. Commonwealth Bank Rally Australia) – 3 Rajd Australii rozgrywany w Australii w dniach 20-23 września. Była to dziewiąta runda Rajdowych Mistrzostw Świata w roku 1990. Rajd został rozegrany na nawierzchni szutrowej. Bazą rajdu było miasto Perth.

## Wyniki końcowe rajdu[1]
| Msc. | Kierowca           | Pilot           | Samochód                   | Czas    | Strata | Grupa | Punkty |
| ---- | ------------------ | --------------- | -------------------------- | ------- | ------ | ----- | ------ |
| 1    | Juha Kankkunen     | Juha Piironen   | Lancia Delta Integrale 16V | 5:43.48 | 0.0    | A8    | 20     |
| 2.   | Carlos Sainz       | Luis Moya       | Toyota Celica GT-Four      | 5:45.28 | +1.40  | A8    | 15     |
| 3.   | Alex Fiorio        | Luigi Pirollo   | Lancia Delta Integrale 16V | 5:49:28 | +5.40  | A8    | 12     |
| 4.   | Peter Bourne       | Rodger Freeth   | Subaru Legacy RS           | 5:57.45 | +13.57 | A8    | 10     |
| 5.   | Ingvar Carlsson    | Per Carlsson    | Mazda 323 4WD              | 6:00.49 | +17.01 | A8    | 8      |
| 6.   | Grégoire De Mévius | Arne Hertz      | Mazda 323 4WD              | 6:04.57 | +21.09 | A8    | 6      |
| 7.   | Tommi Mäkinen      | Seppo Harjanne  | Mitsubishi Galant VR-4     | 6:09.44 | +25.54 | N4    | 4      |
| 8.   | Gustavo Trelles    | Daniel Muzio    | Lancia Delta Integrale 16V | 6:16.26 | +32.38 | N4    | 3      |
| 9.   | Kiyoshi Inoue      | Satoshi Hayashi | Mitsubishi Galant VR-4     | 6:20.00 | +36.12 | N4    | 2      |
| 10.  | Ed Ordynski        | Jeremy Browne   | Mitsubishi Galant VR-4     | 6:20.31 | +36.43 | N4    | 1      |

## Klasyfikacja po 9 rundach
Tabele przedstawiają tylko pięć pierwszych miejsc.

### Kierowcy
| Lp. | Kierowca        | Pkt |
| --- | --------------- | --- |
| 1   | Carlos Sainz    | 130 |
| 2   | Juha Kankkunen  | 70  |
| 3   | Didier Auriol   | 67  |
| 4   | Massimo Biasion | 64  |
| 5   | Mikael Ericsson | 26  |

### Producenci
| Lp. | Producent  | Pkt |
| --- | ---------- | --- |
| 1   | Lancia     | 134 |
| 2   | Toyota     | 128 |
| 3   | Subaru     | 43  |
| 4   | Mitsubishi | 39  |
| 5   | Mazda      | 30  |